# Eric Pereira
Eric Pereira (Nova Iguaçu, Río de Janeiro, 5 de diciembre de 1985) es un exfutbolista brasileño que jugaba como delantero.

## Trayectoria

### Clubes
| Club                     | País           | Año       |
| ------------------------ | -------------- | --------- |
| C. A. Metropolitano      | Brasil         | 2007-2008 |
| Gaz Metan Mediaș         | Rumania        | 2008 2011 |
| F. K. Karpaty Lviv       | Ucrania        | 2011-2012 |
| Gaz Metan Mediaș         | Rumania        | 2012-2013 |
| C. S. Pandurii Târgu Jiu | Rumania        | 2013-2014 |
| Al-Ahli Saudi            | Arabia Saudita | 2014-2015 |
| C. S. Pandurii Târgu Jiu | Rumania        | 2015      |
| Matsumoto Yamaga F. C.   | Japón          | 2015      |
| Najran S. C.             | Arabia Saudita | 2015-2016 |
| Gaz Metan Mediaș         | Rumania        | 2016-2017 |
| F. C. Viitorul Constanța | Rumania        | 2017-2018 |
| Al-Markhiya S. C.        | Catar          | 2018      |
| F. C. Viitorul Constanța | Rumania        | 2019-2020 |
| F. C. Voluntari          | Rumania        | 2020-2021 |
| Gaz Metan Mediaș         | Rumania        | 2021      |

## Palmarés

### Títulos nacionales
| Título          | Club                     | País    | Año  |
| --------------- | ------------------------ | ------- | ---- |
| Copa de Rumania | F. C. Viitorul Constanța | Rumania | 2019 |